# Korytów (stacja kolejowa)
Korytów – stacja kolejowa w Korytowie, w województwie mazowieckim, w Polsce. Znajduje się na linii CMK.